# 신태환 (1962년)
신태환(1962년 3월 3일~ 은 대한민국의 기업인이다. 한국방위산업진흥회 대외협력단 단장, 한국청소년선도위원회 중앙운영위원장을 역임했고, 현재는 한전산업개발 경영본부 본부장이다. 

## 학력
- 2010~2012 계명대학교 대학원 행정학 박사

## 경력
- 2002~2005 국회의원 박창달의원실 보좌관
- 2008~2011 한국시설안전공단 부이사장
- 2012~2013 한국자유총연맹 부총장
- 2014~2015 한산기전 대표이사
- 2016년 한전산업개발 영업본부 본부장
- 2017년 한전산업개발 경영지원본부 본부장
- 2018년 한전산업개발 미래사업본부 본부장
- 2023년 한전산업개발 경영본부 본부장